# Reprezentacja Mali w piłce nożnej mężczyzn
Reprezentacja Mali w piłce nożnej – kadra Mali w piłce nożnej mężczyzn. 

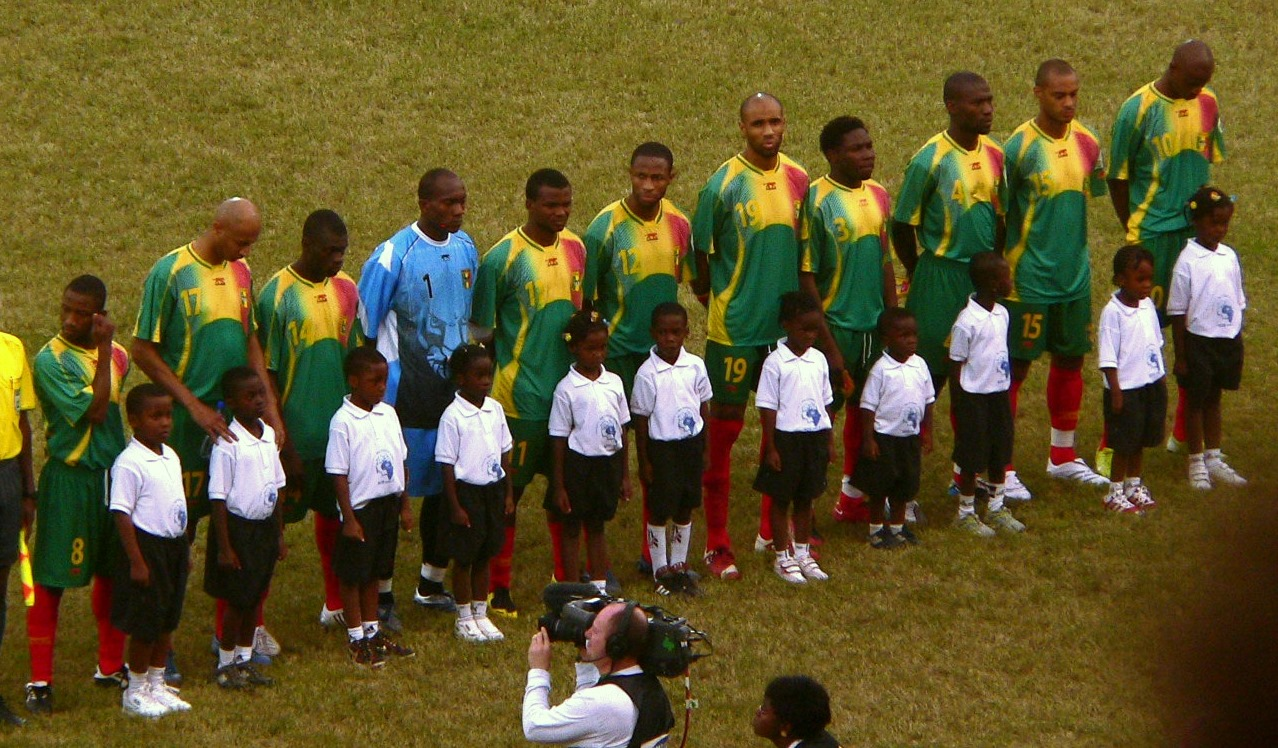
Jedenastka Mali podczas PNA 2008

Jest zarządzana przez Fédération Malienne de Football, czyli Malijski Związek Piłki Nożnej. Zespół Mali nigdy nie grał w Mistrzostwach Świata. Pomimo że federacja przystąpiła do FIFA w 1962 roku, Mali swój pierwszy mecz kwalifikacyjny do Mundialu rozegrało dopiero w 2000 roku.
W marcu 2005 w Bamako doszło do zamieszek, gdy Mali przegrało 1:2 po golu w ostatniej minucie mecz z Togo, decydujący o awansie do Mistrzostw Świata w Niemczech.
Reprezentantami Mali są m.in. Mahamadou Diarra (Fulham), Momo Sissoko (Levante) czy Seydou Keita (AS Roma).
Reprezentacja Mali w Pucharze Narodów Afryki 2012 zdobyła III miejsce. Powtórzyła ten wyczyn rok później na następnych mistrzostwach Afryki.
Obecnie kadrę Mali tymczasowo prowadzi Mohamed Magassouba. Zastąpił na tym stanowisku Alaina Giresse'a, który zrezygnował z prowadzenia zespołu po słabych wynikach w eliminacjach do rosyjskiego  mundialu.

## Sukcesy
Puchar Amílcar Cabral:
- dwukrotnie mistrzostwo (1989, 1997)
- czterokrotnie wicemistrzostwo

## Udział wMistrzostwach Świata
- 1930 – 1962 – Nie brało udziału (było kolonią francuską)
- 1966 – Wycofało się z eliminacji
- 1970 – 1990 – Nie zakwalifikowało się
- 1994 – 1998 – Wycofało się z eliminacji
- 2002 – 2022 – Nie zakwalifikowało się

## Udział wPucharze Narodów Afryki
- 1957 – 1963 – Nie brało udziału (było kolonią francuską)
- 1965 – 1970 – Nie zakwalifikowało się
- 1972 – II miejsce
- 1974 – 1976 – Nie zakwalifikowało się
- 1978 – Dyskwalifikacja
- 1980 – Nie brało udziału
- 1982 – 1986 – Nie zakwalifikowało się
- 1988 – Wycofało się z eliminacji
- 1990 – 1992 – Nie zakwalifikowało się
- 1994 – IV miejsce
- 1996 – 2000 – Nie zakwalifikowało się
- 2002 – IV miejsce
- 2004 – IV miejsce
- 2006 – Nie zakwalifikowało się
- 2008 – Faza grupowa
- 2010 – Faza grupowa
- 2012 – III miejsce
- 2013 – III miejsce
- 2015 – Faza grupowa
- 2017 – Faza grupowa
- 2019 – 1/8 finału
- 2021 – 1/8 finału
- 2023 – Ćwierćfinał